# Болкунов, Иван Дмитриевич
Иван Дмитриевич Болкунов (07.07.1922 — 14.05.1945) — командир миномётного расчёта 764-го стрелкового полка (232-я стрелковая дивизия, 40-я армия, 2-й Украинский фронт) младший сержант – на момент представления к награждению орденом Славы 1-й степени, участник Великой Отечественной войны, кавалер ордена Славы трёх степеней.

## Биография
Родился 7 июля 1922 года в посёлке Краматорск, Донецкой области Украины в семье рабочего. Украинец. В 1939 году окончил 9 классов. Работал токарем на заводе.
В 1940 году был призван в Красную Армию и зачислен в Ахтырское пехотное училище. Курсантом встретил начало Великой Отечественной войны. В августе 1941 года курсанты (как и личный составе Харьковского и Сумского училищ) были включены в состав Отряда особого назначения Харьковского военного округа. Отряд вёл оборонительные бои в составе 40-й армии Юго-Западного фронта на территории Украины, Белгородской и Воронежской областей.
Боевой путь до 1944 года документально установить не удалось. Возможно, был или на оккупированной территории, или в плену, так как в наградных документах местом призыва уже в январе 1944 года указан Белоцерковский райвоенкомат Киевской области.
К весне 1944 года сержант Болкунов воевал в составе 764-го стрелкового полка 232-й стрелковой дивизии наводчиком миномёта, затем был командиром миномётного расчёта. В его составе прошёл до конца войны Воевал на 1-м и 2-м Украинских фронтах.
5 марта 1944 года при прорыве обороны противника восточнее села Русаловка (Маньковский район Черкасской области) наводчик миномёта младший сержант Болкунов, действуя в составе расчёта, подавил две огневые точки противника. 6-7 марта в бою в районе села Новая Гребля (Жашковский район Черкасской области) миномётным огнём уничтожил 10 повозок с грузами, до 15 гитлеровцев и рассеял до роты солдат противника.
Приказом по частям 232-й стрелковой дивизии (№18/н) от 31 марта 1944 года младший сержант Болкунов (в приказе – Волгунов) Иван Дмитриевич награждён орденом Славы 3-й степени.
19 августа 1944 года накануне прорыва обороны противника в районе населённого пункта Содомень (4 км юго-западнее города Пашкани, Румыния) сержант Болкунов провёл наступление и разведку переднего края, засёк расположение 10 пулемётных точек и 2 огневых позиций миномётов. В ходе наступления, корректируя огонь миномётов, обеспечил уничтожение этих целей.
Приказом по войскам 40-й армии от 20 сентября 1944 года (№103/н) сержант Болкунов Иван Дмитриевич награждён орденом Славы 2-й степени.
13 марта 1945 года в бою за освобождение города Зволен (Словакия) сержант Болкунов, командуя бойцами расчёта, вывел из строя вражеское орудие, 3 пулемётные точки и около 10 гитлеровцев. Был представлен к награждению орденом Славы 1-й степени.
22 апреля 1945 года был тяжело ранен в бою на подступах к городу Брно (Словакия). День Победы встретил в эвакогоспитале № 2626 в городе Балашшадьярмат (Венгрия). Скончался 14 мая 1945 года .
Был похоронен рядом с госпиталем. Позднее, видимо, был перезахоронен на воинском кладбище в городе Балашшадьярмат (медье Ноград, Венгрия). В настоящее время военное кладбище находится на южной окраине города. В поимённом списке захороненных Блокунова нет.
Указом Президиума Верховного Совета СССР от 15 мая 1946 года сержант Болкунов Иван Дмитриевич награждён орденом Славы 1-й степени. Стал полным кавалером ордена Славы.

## Награды
- Полный кавалер ордена Славы:
  - орден Славы I степени (15.05.1946)
  - орден Славы II степени (20.09.1944)
  - орден Славы III степени (31.03.1944)[5];

## Память
- Его имя увековечено в Главном Храме Вооружённых сил России, и навсегда запечатлено на мемориале «Дорога памяти»